# 田中和音
田中 和音（たなか かずね、1987年8月30日 -）は日本のピアニスト、作曲家、編曲家。大阪府出身、東京都在住。株式会社 アッチェルランドコーポレーション所属

## 来歴
大阪芸術大学芸術学部音楽学科ポピュラー音楽コース卒業。大学にて前田憲男に師事。在学中よりジャズクラブを中心に演奏活動を開始。「あきは・みさき・BAND」のピアニストとして、横濱ジャズプロムナードと金沢ジャズストリートそれぞれのコンペティションにおいてグランプリを受賞。上京後は様々なアーティストのサポートピアニストとしても活動。
作編曲家としてはビッグバンドの編曲を数多く手掛けるほか、管楽器愛好家に人気の「めちゃモテ・シリーズ」（ウィンズスコア）や合唱譜を中心に出版多数。ミュージカルや映画の音楽手掛けており、音楽を担当した映画「ばあばは、たいじょうぶ」がミラノ国際映画祭ベストサウンドデザイン部門にノミネートされた。
近年ではウキヨホテルプロジェクトに作曲・編曲・音楽監督として参加している。

2023年上演『ジル・ド・レ ～吾輩は娼館の蚤である～』への参加により、「2023 All About ミュージカル・アワード」スタッフ賞を受賞。
2023年、ウィンズスコアの合唱レーベル「エレヴァート」より、レーベル初のオリジナル合唱曲 『坂道』（混声4部合唱・作詞：滝井サトル） を発表、楽譜販売開始。

## 主な作品
映画
- キセキの葉書（2017年）
- ばあばは、だいじょうぶ（2019年）
- 女たち（2021年）

舞台
- 真田風雲録（編曲、劇団青年座、2017年）
- 疾風マラソンJuliet（ブイラボミュージカル、2018年）
- トライアウト公演「UKIYO HOTEL」（ウキヨホテルプロジェクト、2019年）
- BRAVE HEART〜真実の扉を開け〜（ミュージカルギルドq、2021年）
- AYAKASHIバトルオンライン（静岡市子どもミュージカル、2021年）
- YOKOHAMA Short Stories（ウキヨホテルプロジェクト、2022年）
- 星の王子さま〜老飛行士の飛行日誌より〜（TKプロデュース、2023年）
- バウムクーヘンとヒロシマ（イッツフォーリーズ、2023年）
- ピエタ（オールスタッフ、2023年）
- ジル・ド・レ～吾輩は娼館の蚤である～（ウキヨホテルプロジェクト、2023年）[5]
- 薔恋多院家の三姉妹（MPinK、2024年）[6]
- Stories（田中和音 主催公演、2025年）

ゲーム
- 金色のコルダ スターライトオーケストラ（クラシック編曲担当、2021年）
- ブレイクマイケース（2024年）
- Judgment（2025年〈予定〉）[7]

出演
- NHK 連続テレビ小説「あんぱん] (2025年8月13日～15日) 第20週「見上げてごらん夜の星を」(98回～100回)
 劇団ピアニスト役